# Ahatanhel Krîmskîi
Ahatanhel Iuhîmovîci Krîmskîi (în ucraineană Агатангел Юхимович Кримський, în rusă Агафангел Ефимович Крымский; n. 3/15 ianuarie 1871, Vladimir, gubernia Volînia⁠(d), Imperiul Rus – d. 25 ianuarie 1942, Qostanai, RSS Kazahă, URSS) a fost un orientalist, lingvist, poliglot (cunoscător a aproximativ 35 de limbi), cercetător literar, folclorist, scriitor și traducător ucrainean. El a fost unul dintre fondatorii și membrii titulari ai Academiei Panucrainene de Științe (VUAN) în 1918 și membru al Societății Științifice Șevcenko din 1903.
Deși Krîmskîi nu avea origine ucraineană, el s-a descris ca „ucrainofil”.
În anii 1920 a fost arestat de autoritățile sovietice ca „naționalist ucrainean”, „ideolog al naționaliștilor ucraineni” și „conducător al mișcării naționaliste clandestine”. El a fost condamnat pentru „activități naționaliste antisovietice” și încarcerat în închisoarea generală nr. 7 din Kustanai (astăzi în apropiere de Qostanaı, Kazahstan).

## Viața și cariera
Ahatanhel Krîmskîi s-a născut în orașul Volodîmîr-Volînskîi dintr-un tată tătar, cu origine belarusă, și o mamă poloneză. Într-un interviu acordat în 1915 ziarului Tergiman, Krîmskîi s-a identificat ca fiind tătar crimeean. Numele său de familie „Krîmskîi” (în ucraineană Кримський) înseamnă „crimeean” și a fost primit în secolul al XVII-lea de un strămoș al său din secolul al XVII-lea, care era un mullah tătar crimeean din Bahcisarai. El a fost botezat în Biserica Ortodoxă.
Familia lui s-a mutat în curând în orașul Zvenîhorodka din Ucraina Centrală.
Krîmskîi a absolvit Colegiul Galagan din Kiev în 1889, Institutul Lazarev de Limbi Orientale din Moscova în 1891 și, ulterior, Universitatea din Moscova în 1896. După absolvire, a lucrat în Orientul Mijlociu între 1896 și 1898, iar ulterior a revenit la Moscova, unde a devenit lector la Institutul Lazarev și, în 1900, profesor. Krîmskîi a predat acolo literatura arabă și istoria orientală. La Moscova, el a fost activ în mișcarea independentistă ucraineană și a fost membru al asociației ucrainene Hromada din Moscova.
În iulie 1918 Krîmskîi s-a întors la Kiev și a participat la fondarea Academiei Naționale de Științe a Ucrainei (VUAN). El a devenit ulterior directorul Academiei. A editat 20 din cele 25 de volume ale lucrării Записки Історично-філологічного відділу („Însemnări ale Departamentului de Istorie și Filologie”) a Academiei (1920–1929) și a fost profesor la Universitatea din Kiev, precum și vicepreședinte al Societății Științifice Ucrainene din Kiev începând din 1918.
Deși Krîmskîi a supraviețuit Marii Epurări din anii 1930, el a fost îndepărtat din activitatea didactică și științifică timp de aproximativ 10 ani. În 1939 a fost reabilitat, dar în iulie 1941, după declanșarea Războiului Germano-Sovietic, NKVD-ul l-a arestat ca persoană „nesigură” sub acuzația de „activități naționaliste antisovietice” și l-a întemnițat în închisoarea din Kostanai, unde savantul a murit la vârsta de 71 de ani. Krîmskîi a murit în mod oficial din cauza epuizării în spitalul închisorii, dar există o versiune că ar fi putut să moară din cauza torturii crude. Cazul său a fost închis definitiv în 1957, iar Krîmskîi a fost reabilitat oficial în 1960.

## Activitate
Krîmskîi era expert în 34 de limbi; unele surse menționează că el avea o cunoaștere cel puțin de nivel mediu a 56 de limbi. Krîmskîi a contribuit cu câteva sute de note în enciclopediile rusești Brockhaus, Efron și Granat și a scris multe alte lucrări despre istoria și literatura arabă, turcă, turcică, tătară crimeeană și iraniană, unele dintre ele fiind lucrări de pionierat în studiile orientale rusești.

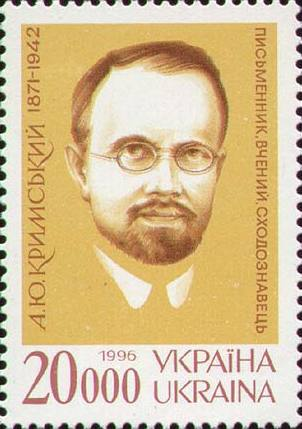
Timbru comemorativ ucrainean din 1996.

El a scris, în special în limba rusă, studii de istorie a Islamului (1904–1912), a arabilor, a Turciei, a Persiei și a literaturilor lor, un studiu despre teozofia dervișă și un studiu al limbilor și popoarelor semite. În anii 1920 și 1930 a scris în limba ucraineană studii de istorie a Turciei și Persiei și a literaturilor lor; monografii despre Hafiz și cântecele sale și despre popoarele turcice, limbile și literaturile lor; și a editat o colecție de articole despre tătarii Crimeei. Împreună cu O. Boholiubskîi a scris un studiu despre învățământul universitar arab și Academia Arabă de Științe. În ultimii ani ai vieții sale, el a scris o istorie în șase volume a khazarilor, care nu a fost niciodată publicată.
Krîmskîi a cercetat istoria limbii ucrainene. Întrucât era un adversar al teoriei lui Aleksei Sobolevski că limba vechii Rusii Kievene era mai mult rusă decât ucraineană, a scris trei studii polemice în perioada 1904-1907 cu privire la această chestiune, iar ideile sale cu privire la limba Rusiei Kievene au fost rezumate ulterior în lucrarea Українська мова, звідкіля вона взялася і як розвивалася („Limba ucraineană: cum a apărut și cum s-a dezvoltat”). Krîmskîi a efectuat cercetări cu privire la dialectele ucrainene și s-a implicat activ în activitatea de standardizare a vocabularului și ortografiei limbii ucrainene literare în anii 1920. În această activitate a respins tradiția ortografică galițiană. El a fost redactorul primelor două volume ale dicționarului ruso-ucrainean, care a apărut în patru volume (1924–1933), și a dicționarului ruso-ucrainean de termeni juridici (1926).
Krîmskîi a scris trei cărți de poezie lirică și câteva romane și a tradus în limba ucraineană mai multe opere literare arabe și persane, printre care rubaiatele lui Omar Khayam, O mie și una de nopți și cântecele lui Hafez. El a tradus, de asemenea, poeziile unor scriitori europeni precum Heinrich Heine, Byron, Sappho și Friedrich Rückert. A publicat articole și recenzii despre scriitorii ucraineni și operele lor, precum și despre teatrul ucrainean.
Ca etnograf, Krîmskîi a fost un adept al teoriei migrației. El a tradus în ucraineană și a adnotat lucrarea Popular Tales and Fictions a lui W.A. Clouston (1896) și a scris, de asemenea, numeroase lucrări orientaliste și articole despre etnografii ucraineni.